# Chalkidiki
Chalkidiki (græsk: Χαλκιδική, [xalkiðiˈki] ) er også stavet Chalkidike, Chalcidice, Khalkidhiki eller Halkidiki, er en halvø og regional enhed i Grækenland, en del af periferien Centralmakedonien, i den geografiske region Makedonien i det nordlige Grækenland. Den autonome Athos-bjergregion udgør den østligste del af halvøen, men ikke af den regionale enhed.
Hovedstaden i Chalkidiki er den største by Polygyros, der ligger i midten af halvøen. Chalkidiki er et populært sommermål.

## Administration
Den regionale enhed Chalkidiki er opdelt i fem kommuner (nummereret relaterer til kortet i infobiksen):
- Aristotelis (2)
- Kassandra (4)
- Nea Propontida (3)
- Polygyros (1)
- Sithonia (5)

### Præfektur
Som en del af Grækenlands lokale regeringsreform i 2011 blev den regionale enhed Chalkidiki (περιφερειακή ενότητα , perifereiakí enótita) oprettet af det tidligere præfektur (νομός , nomós) med samme navn; den regionale enhed har samme territorium som den tidligere præfektur. Som del af reformerne er Chalkidikis fem kommuner (δήμοι , dhími) oprettet ved at kombinere tidligere kommuner.

## Befolkning
I folketællingen 2011 havde den regionale enhed en befolkning på 105.908 indbyggere, stigende fra 96.849 indbyggere i folketællingen i 2001. Den autonome monastiske enhed Mount Athos, som ofte betragtes som geografisk del af Chalkidiki, havde yderligere 1.811 mennesker i 2011-folketællingen. Befolkningen her er hovedsageligt ortodokse munke.

## Geografi
Cholomontas-bjergene ligger i den nordlige/centrale del af Chalkidiki. Chalkidiki består af en stor halvø i det nordvestlige Ægæiske Hav, der ligner en hånd med tre 'fingre' (skønt disse halvøer ofte kaldes 'ben' på græsk). Fra vest til øst er disse Kassandra, Sithonia og Athos-bjerget der er en autonom teokratisk stat, i Grækenland kendt for sine klostre . Disse "fingre" er adskilt af to bugter, Toroneanbugten og Singitibugten . Chalkidiki grænser op til den i den regionale enhed Thessaloniki mod nord og er afgrænset af Thermaikos-bugten mod vest og Strymonisbugten mod øst.
Dens største byer er Nea Moudania (Νέα Μουδανιά), Nea Kallikrateia (Νέα Καλλικράτεια) og hovedstaden Polygyros (Πολύγυρος).

## Navn
Chalkidiki eller Chalcidice blev navnet på denne halvø efter Chalcis. I oldtiden var området en koloni (apoikia) af den gamle ioniske græske bystat Chalkis.

## Historie
De første græske bosættere i dette område kom fra Chalcis og Eretria, gamle joniske byer i Euboea, omkring det 8. århundrede f.Kr. De grundlagde byer som Mende, Toroni og Scione  en anden bølge kom fra Andros i det 6. århundrede f.Kr. der grundlagde byer som Akanthos. Den gamle by Stageira var fødestedet for den store filosof Aristoteles. Chalkidiki var en vigtig krigsscene under den peloponnesiske krig mellem Athen og Sparta. Senere blev de græske kolonier på halvøen erobret af Philip 2. af Makedonien, og Chalkidiki blev en del af oltidsriget Makedonien. Efter afslutningen af de krigene mellem makedonerne og romerne, blev regionen en del af det romerske imperium sammen med resten af Grækenland. I slutningen af den romerske republik (i 43 f.Kr.) blev en romersk koloni bosat i Cassandreia, som senere blev genbosat af Augustus.
I løbet af de følgende århundreder var Chalkidiki en del af det byzantinske imperium . På en gylden bulle af kejser Basil I, dateret 885, blev Det hellige bjerg (Mount Athos) udråbt til et sted for munke, og ingen lægfolk eller landmænd eller kvægavlere fik lov til at blive bosat der. Med støtte fra Nikephoros II Phokas blev Kloster Megisti Lavra grundlagt kort tid efter. Athos med sine klostre har været selvstyrende lige siden. I dag lever over 2.000 munke fra Grækenland og mange andre østlige ortodokse lande, såsom Rumænien, Moldova, Georgien, Bulgarien, Serbien og Rusland, et asketisk liv i Athos, isoleret fra resten af verden.
Efter en kort periode med dominans af det latinske kongerige Thessalonica blev området igen byzantinsk indtil osmannernes erobring i 1430. I den osmanniske periode var halvøen vigtig for dets guldminedrift . I 1821 startede den græske uafhængighedskrig, og grækerne i Chalkidiki gjorde oprør under kommando af Emmanouel Pappas, et medlem af Filiki Eteria og andre lokale krigere. Oprøret gik langsomt og usystematisk. Oprøret var begrænset til halvøerne på Mount Athos og Kassandra. Et af hovedmålene var at sinke den osmanniske hærs ankomst fra Istanbul, indtil revolutionen i syd (hovedsageligt Peloponnes ) blev stabil. Endelig resulterede oprøret i en afgørende osmannisk sejr i Kassandra. De overlevende, blandt dem Papas, blev reddet af den psarsiske flåde, som primært førte dem til Skiathos, Skopelos og Skyros. Ottomanerne svarede med gengældelse, og mange landsbyer blev brændt.
Endelig blev halvøen en del af det græske kongerige i 1912 efter Balkankrigen. Mange græske flygtninge fra Østtrakien og Anatolien (moderne Tyrkiet) blev bosat i dele af Chalkidiki efter den græsk-tyrkiske krig i 1922, hvilket tilføjede den oprindelige græske befolkning.
I 1980'erne kom et turistboom til Chalkidiki og overtog landbruget som det primære erhverv. I juni 2003, på feriestedet Porto Carras i Neos Marmaras, Sithonia, præsenterede ledere for Den Europæiske Union det første udkast til EU's forfatningstraktat.

## Økonomi

### Landbrug
Halvøen er kendt for sin produktion af olivenolie og grønne oliven. Der produceres også forskellige typer honning og vin.

### Turisme
Chalkidiki har været et populært sommer turistmål siden slutningen af 1950'erne, da folk fra Thessaloniki begyndte at tilbringe deres sommerferie i kystlandsbyerne. I starten lejede turister værelser i lokalbefolkningen. I 1960'erne begyndte turister fra Østrig og Tyskland at besøge Chalkidiki oftere. Siden starten på det store turistboom i 1970'erne er hele regionen omfattet af turisme.

### Minedrift
Guld blev udvundet i regionen i antikken af Philip II af Macedon og de næste herskere. Siden 2013 er der sket en genoplivning af minedrift efter guld og andre mineraler. Kritikere hævder, at minedrift påvirker turismen og miljøet negativt.